# Coupe du monde des clubs de la FIFA 2013
Navigation
Japon 2012 Maroc 2014
La Coupe du monde des clubs de la FIFA 2013 est la 10e édition de la Coupe du monde des clubs de la FIFA. Elle s'est tenue du 11 au 21 décembre 2013 au Maroc et pour la première fois en Afrique. Le pays organisateur a été choisi en décembre 2011 par la Fédération internationale de football association (FIFA).
Les clubs champions continentaux des six confédérations continentales de football disputent le tournoi en compagnie du champion du pays organisateur.

## Candidatures
Quatre pays se sont portés candidats à l'organisation de cette compétition :
- Iran
- Maroc
- Afrique du Sud
- Émirats arabes unis

En octobre 2011, la FIFA annonce que le Maroc est le seul candidat restant pour l'organisation des éditions 2013 et 2014 et confirme l'attribution de ces deux compétitions le 17 décembre 2011.

## Clubs qualifiés
Les équipes participant à la compétition sont les vainqueurs des plus grandes compétitions inter-clubs de chaque confédération. Le vainqueur de la confédération océanienne doit quant à lui affronter le vainqueur du championnat du pays hôte.
| Club                    | Pays                    | Confédération           | Épreuve qualificative                        |
| Entrent en demi-finales | Entrent en demi-finales | Entrent en demi-finales | Entrent en demi-finales                      |
| ----------------------- | ----------------------- | ----------------------- | -------------------------------------------- |
| Bayern Munich           | Allemagne               | UEFA                    | Ligue des champions de l'UEFA 2012-2013      |
| Atlético Mineiro        | Brésil                  | CONMEBOL                | Copa Libertadores 2013                       |
| Entrent au second tour  |                         |                         |                                              |
| CF Monterrey            | Mexique                 | CONCACAF                | Ligue des champions de la CONCACAF 2012-2013 |
| Al Ahly                 | Égypte                  | CAF                     | Ligue des champions de la CAF 2013           |
| Guangzhou Evergrande    | Chine                   | AFC                     | Ligue des champions de l'AFC 2013            |
| Entrent au premier tour |                         |                         |                                              |
| Auckland City FC        | Nouvelle-Zélande        | OFC                     | Ligue des champions de l'OFC 2012-2013       |
| Raja Club Athletic      | Maroc                   | CAF                     | Botola Pro 2012-2013 (pays hôte)             |

## Organisation
| \| Marrakech Agadir \| Sites de la Coupe du monde des clubs 2013 |
| Marrakech Agadir                                                 |

| Marrakech Agadir |

| \| Marrakech Agadir \| Sites de la Coupe du monde des clubs 2013 |
| Marrakech Agadir                                                 |

| Marrakech Agadir |

| Premier tour           | 11 décembre    |
| Second tour            | 14 décembre    |
| Match pour la 5e place | 18 décembre    |
| Demi-finales           | 17-18 décembre |
| Match pour la 3e place | 21 décembre    |
| Finale                 | 21 décembre    |

| AFC - Alireza Faghani Assistants : - Hassan Kamranifar - Reza Sokhandan CONCACAF - Mark Geiger Assistants : - Sean Mark Hurd - Joe Fletcher CONMEBOL - Sandro Ricci Assistants : - Emerson De Carvalho - Marcelo Van Gasse | CAF - Bakary Gassama - Néant Alioum (réserve) Assistants : - Angesom Ogbamariam - Felicien Kabanda - Evarist Menkouande (reserve) - Peter Edibi (reserve) UEFA - Carlos Velasco Carballo Assistants : - Roberto Alonso Fernández - Juan Carlos Yuste Jiménez |

## Tournoi
Les rencontres du tournoi se disputent selon les lois du jeu, qui sont les règles du football définies par l'International Football Association Board (IFAB).
En cas d'égalité à l'issue du temps réglementaire, une prolongation de 30 minutes est jouée et le cas échéant une séance de tirs au but. Pour les matchs de classement (troisième et cinquième places), il n'y a pas de prolongation, seule la séance de tirs au but est éventuellement jouée.

### Tableau
|  | 1er tour                | 1er tour                |                         |                      | 2e tour              | 2e tour              |                 |                 | Demi-finales | Demi-finales |  |  | Finale                  | Finale                  |
|  | 11 décembre - Agadir    |                         |                         |                      |                      |                      |                 |                 |              |              |  |  |                         |                         |
|  | Raja CA                 | 2                       |                         |                      | 14 décembre - Agadir | 14 décembre - Agadir |                 |                 |              |              |  |  |                         |                         |
|  | Raja CA                 | 2                       |                         |                      | 14 décembre - Agadir | 14 décembre - Agadir |                 |                 |              |              |  |  |                         |                         |
|  | Auckland City FC        | 1                       |                         |                      | Raja CA              | 2ap                  |                 |                 |              |              |  |  |                         |                         |
|  | Auckland City FC        | 1                       | 18 décembre - Marrakech |                      | Raja CA              | 2ap                  |                 |                 |              |              |  |  |                         |                         |
|  |                         |                         |                         |                      | CF Monterrey         | 1                    |                 |                 |              |              |  |  |                         |                         |
|  | Raja CA                 | 3                       |                         |                      | CF Monterrey         | 1                    |                 |                 |              |              |  |  |                         |                         |
|  | Raja CA                 | 3                       |                         |                      |                      |                      |                 |                 |              |              |  |  |                         |                         |
|  |                         |                         | Atlético Mineiro        | 1                    |                      |                      |                 |                 |              |              |  |  |                         |                         |
|  |                         |                         | Atlético Mineiro        | 1                    |                      |                      |                 |                 |              |              |  |  |                         |                         |
|  |                         |                         | 21 décembre - Marrakech |                      |                      |                      |                 |                 |              |              |  |  |                         |                         |
|  |                         |                         |                         |                      |                      |                      |                 |                 |              |              |  |  |                         |                         |
|  | Raja CA                 | 0                       |                         |                      |                      |                      |                 |                 |              |              |  |  |                         |                         |
|  | Raja CA                 | 0                       | 14 décembre - Agadir    |                      |                      |                      |                 |                 |              |              |  |  |                         |                         |
|  |                         | Bayern Munich           | 2                       |                      |                      |                      |                 |                 |              |              |  |  |                         |                         |
|  |                         |                         | 2                       | Guangzhou Evergrande | 2                    |                      |                 |                 |              |              |  |  |                         |                         |
|  | 17 décembre - Agadir    |                         |                         | Guangzhou Evergrande | 2                    |                      |                 |                 |              |              |  |  |                         |                         |
|  |                         | Al Ahly SC              | 0                       |                      |                      |                      |                 |                 |              |              |  |  |                         |                         |
|  | Guangzhou Evergrande    | Al Ahly SC              | 0                       | 0                    |                      |                      |                 |                 |              |              |  |  |                         |                         |
|  | Guangzhou Evergrande    | Cinquième place         | Cinquième place         | 0                    |                      |                      | Troisième place | Troisième place |              |              |  |  |                         |                         |
|  |                         | Cinquième place         | Cinquième place         |                      | Bayern Munich        | 3                    | Troisième place | Troisième place |              |              |  |  |                         |                         |
|  | CF Monterrey            | 5                       | Atlético Mineiro        | 3                    | Bayern Munich        | 3                    |                 |                 |              |              |  |  |                         |                         |
|  | CF Monterrey            | 5                       | Atlético Mineiro        | 3                    |                      |                      |                 |                 |              |              |  |  |                         |                         |
|  | Al Ahly SC              | 1                       | Guangzhou Evergrande    | 2                    |                      |                      |                 |                 |              |              |  |  |                         |                         |
|  | Al Ahly SC              | 1                       | Guangzhou Evergrande    | 2                    |                      |                      |                 |                 |              |              |  |  |                         |                         |
|  | 18 décembre - Marrakech | 18 décembre - Marrakech |                         |                      |                      |                      |                 |                 |              |              |  |  | 21 décembre - Marrakech | 21 décembre - Marrakech |

### Premier tour
| 11 décembre 2013 | Raja Club Athletic                         | 2 - 1   | Auckland City FC | Stade Adrar, Agadir                             |                                                 |
| 19 h 30 (UTC+0)  | Mouhcine Iajour 39e · Abdelilah Hafidi 90e | (1 - 0) | 63e Roy Krishna  | Spectateurs : 34 875 Arbitrage : Bakary Gassama | Spectateurs : 34 875 Arbitrage : Bakary Gassama |
| 19 h 30 (UTC+0)  | Rapport                                    |         |                  | Spectateurs : 34 875 Arbitrage : Bakary Gassama | Spectateurs : 34 875 Arbitrage : Bakary Gassama |

### Second tour
| 14 décembre 2013 | Guangzhou Evergrande          | 2 - 0   | Al Ahly | Stade Adrar, Agadir                           |                                               |
| 16 h (UTC+0)     | Elkeson 49e · Darío Conca 67e | (0 - 0) |         | Spectateurs : 34 579 Arbitrage : Sandro Ricci | Spectateurs : 34 579 Arbitrage : Sandro Ricci |
| 16 h (UTC+0)     | Rapport                       |         |         | Spectateurs : 34 579 Arbitrage : Sandro Ricci | Spectateurs : 34 579 Arbitrage : Sandro Ricci |

| 14 décembre 2013 | Raja Club Athletic                               | 2 - 1 (a.p.) | CF Monterrey           | Stade Adrar, Agadir                              |                                                  |
| 19 h 30 (UTC+0)  | Chem-Eddine Chtibi 25e · Hilaire Kouko Guehi 95e | (1 - 0)      | 53e José María Basanta | Spectateurs : 34 579 Arbitrage : Alireza Faghani | Spectateurs : 34 579 Arbitrage : Alireza Faghani |
| 19 h 30 (UTC+0)  | Rapport                                          |              |                        | Spectateurs : 34 579 Arbitrage : Alireza Faghani | Spectateurs : 34 579 Arbitrage : Alireza Faghani |

### Match pour la cinquième place
| 18 décembre 2013 | CF Monterrey                                                                                             | 5 - 1   | Al Ahly        | Stade de Marrakech, Marrakech                |                                              |
| 16 h 30 (UTC+0)  | Neri Cardozo 3e · César Delgado 22e · Leobardo López 27e · Humberto Suazo 45e (pen.) · César Delgado 65e | (4 - 1) | 8e Emad Moteab | Spectateurs : 35 219 Arbitrage : Mark Geiger | Spectateurs : 35 219 Arbitrage : Mark Geiger |
| 16 h 30 (UTC+0)  | Rapport                                                                                                  |         |                | Spectateurs : 35 219 Arbitrage : Mark Geiger | Spectateurs : 35 219 Arbitrage : Mark Geiger |

### Demi-finales
| 17 décembre 2013 | Guangzhou Evergrande | 0 - 3   | Bayern Munich                                             | Stade Adrar, Agadir                             |                                                 |
| 19 h 30 (UTC+0)  |                      | (0 - 2) | 40e Franck Ribéry · 44e Mario Mandžukić · 47e Mario Götze | Spectateurs : 27 311 Arbitrage : Bakary Gassama | Spectateurs : 27 311 Arbitrage : Bakary Gassama |
| 19 h 30 (UTC+0)  | Rapport              |         |                                                           | Spectateurs : 27 311 Arbitrage : Bakary Gassama | Spectateurs : 27 311 Arbitrage : Bakary Gassama |

| 18 décembre 2013 | Raja Club Athletic                                                      | 3 - 1   | Atlético Mineiro | Stade de Marrakech, Marrakech                            |                                                          |
| 19 h 30 (UTC+0)  | Mouhcine Iajour 51e · Mohsine Moutouali 83e (pen.) · Vianney Mabidé 90e | (0 - 0) | 64e Ronaldinho   | Spectateurs : 35 219 Arbitrage : Carlos Velasco Carballo | Spectateurs : 35 219 Arbitrage : Carlos Velasco Carballo |
| 19 h 30 (UTC+0)  | Rapport                                                                 |         |                  | Spectateurs : 35 219 Arbitrage : Carlos Velasco Carballo | Spectateurs : 35 219 Arbitrage : Carlos Velasco Carballo |

### Match pour la troisième place
| 21 décembre 2013 | Atlético Mineiro                              | 3 - 2   | Guangzhou Evergrande                | Stade de Marrakech, Marrakech                    |                                                  |
| 16 h 30 (UTC+0)  | Diego Tardelli 2e · Ronaldinho 45e · Luan 90e | (2 - 2) | 9e Muriqui · 15e (pen.) Dario Conca | Spectateurs : 37 774 Arbitrage : Alireza Faghani | Spectateurs : 37 774 Arbitrage : Alireza Faghani |
| 16 h 30 (UTC+0)  | Rapport                                       |         |                                     | Spectateurs : 37 774 Arbitrage : Alireza Faghani | Spectateurs : 37 774 Arbitrage : Alireza Faghani |

### Finale
| Finale                           | Raja Club Athletic | 0 - 2   | Bayern Munich                   | Stade de Marrakech, Marrakech | |
| 21 décembre 2013 19 h 30 (UTC+0) |                    | (0 - 2) | 7e Dante · 22e Thiago Alcantara | Spectateurs : 37 774 Arbitrage : Sandro Ricci (Principal) Emerson de Carvalho (Assistant) Marcelo Van Gasse (Assistant) Mark Geiger (Quatrième) Sean Hurd (Cinquième) | Spectateurs : 37 774 Arbitrage : Sandro Ricci (Principal) Emerson de Carvalho (Assistant) Marcelo Van Gasse (Assistant) Mark Geiger (Quatrième) Sean Hurd (Cinquième) |
| 21 décembre 2013 19 h 30 (UTC+0) | Rapport            |         |                                 | Spectateurs : 37 774 Arbitrage : Sandro Ricci (Principal) Emerson de Carvalho (Assistant) Marcelo Van Gasse (Assistant) Mark Geiger (Quatrième) Sean Hurd (Cinquième) | Spectateurs : 37 774 Arbitrage : Sandro Ricci (Principal) Emerson de Carvalho (Assistant) Marcelo Van Gasse (Assistant) Mark Geiger (Quatrième) Sean Hurd (Cinquième) |

| Raja CA | Bayern Munich |

| G               | 61 | Khalid Askri        |  |     |   |     |
| D               | 3  | Zakaria El Hachimi  |  |     |   |     |
| D               | 16 | Mohamed Oulhaj      |  | 55e |   |     |
| D               | 21 | Adil Kerrouchi      |  |     |   |     |
| D               | 27 | Ismail Benlamaalem  |  |     |   |     |
| M               | 5  | Mouhcine Metouali   |  |     |   |     |
| M               | 8  | Chem-Eddine Chtibi  |  | 50e |   |     |
| M               | 18 | Abdelilah Hafidi    |  | 88e |   |     |
| M               | 28 | Hilaire Kouko Guehi |  |     |   |     |
| M               | 99 | Issam Erraki        |  |     |   |     |
| A               | 20 | Mouhcine Iajour     |  | 78e |   |     |
| Remplacements : |    |                     |  |     |   |     |
| M               | 24 | Vianney Mabidé      |  | 50e |   |     |
| D               | 17 | Rachid Soulaimani   |  | 78e | 0 | 79e |
| A               | 10 | Badr Kachani        |  | 88e |   |     |
| Entraîneur :    |    |                     |  |     |   |     |
| Faouzi Benzarti |    |                     |  |     |   |     |

| G               | 1  | Manuel Neuer     |  |     |
| D               | 4  | Dante            |  | 7e  |
| D               | 13 | Rafinha          |  |     |
| D               | 17 | Jérôme Boateng   |  |     |
| D               | 21 | Philipp Lahm     |  |     |
| D               | 27 | David Alaba      |  |     |
| M               | 6  | Thiago Alcantara |  | 22e |
| M               | 7  | Franck Ribéry    |  |     |
| M               | 11 | Xherdan Shaqiri  |  | 80e |
| M               | 39 | Toni Kroos       |  | 76e |
| A               | 25 | Thomas Müller    |  | 60e |
| Remplacements : |    |                  |  |     |
| M               | 8  | Javi Martínez    |  | 60e |
| M               | 9  | Mario Mandžukić  |  | 76e |
| A               | 19 | Mario Götze      |  | 80e |
| Entraîneur :    |    |                  |  |     |
| Pep Guardiola   |    |                  |  |     |

## Récompenses
| Rang | Club                 | Pays             | Prime       |
| ---- | -------------------- | ---------------- | ----------- |
| 1    | Bayern Munich        | Allemagne        | 5 000 000 $ |
| 2    | Raja Club Athletic   | Maroc            | 4 000 000 $ |
| 3    | Atlético Mineiro     | Brésil           | 2 500 000 $ |
| 4    | Guangzhou Evergrande | Chine            | 2 000 000 $ |
| 5    | CF Monterrey         | Mexique          | 1 500 000 $ |
| 6    | Al Ahly SC           | Égypte           | 1 000 000 $ |
| 7    | Auckland City FC     | Nouvelle-Zélande | 500 000 $   |

| Prix              | Lauréat         | Club               |
| ----------------- | --------------- | ------------------ |
| Ballon d'or       | Franck Ribéry   | Bayern Munich      |
| Ballon d'argent   | Philipp Lahm    | Bayern Munich      |
| Ballon de bronze  | Mouhcine Iajour | Raja Club Athletic |
| Prix du fair-play | Bayern Munich   | Bayern Munich      |

## Classement des buteurs
| Rang | Joueur          | Club                 | Buts |
| ---- | --------------- | -------------------- | ---- |
| 1    | Ronaldinho      | Atlético Mineiro     | 2    |
| 1    | Darío Conca     | Guangzhou Evergrande | 2    |
| 1    | César Delgado   | CF Monterrey         | 2    |
| 1    | Mouhcine Iajour | Raja Club Athletic   | 2    |

| Joueurs ayant inscrit un but | Joueurs ayant inscrit un but | Joueurs ayant inscrit un but | Joueurs ayant inscrit un but |
| ---------------------------- | ---------------------------- | ---------------------------- | ---------------------------- |
| 5                            | Emad Moteab                  | Al Ahly SC                   | 1                            |
| 5                            | Diego Tardelli               | Atlético Mineiro             | 1                            |
| 5                            | Luan                         | Atlético Mineiro             | 1                            |
| 5                            | Roy Krishna                  | Auckland City FC             | 1                            |
| 5                            | Dante                        | Bayern Munich                | 1                            |
| 5                            | Franck Ribéry                | Bayern Munich                | 1                            |
| 5                            | Mario Götze                  | Bayern Munich                | 1                            |
| 5                            | Mario Mandžukić              | Bayern Munich                | 1                            |
| 5                            | Thiago Alcantara             | Bayern Munich                | 1                            |
| 5                            | Elkeson                      | Guangzhou Evergrande         | 1                            |
| 5                            | Muriqui                      | Guangzhou Evergrande         | 1                            |
| 5                            | Humberto Suazo               | CF Monterrey                 | 1                            |
| 5                            | José María Basanta           | CF Monterrey                 | 1                            |
| 5                            | Leobardo López               | CF Monterrey                 | 1                            |
| 5                            | Neri Cardozo                 | CF Monterrey                 | 1                            |
| 5                            | Abdelilah Hafidi             | Raja Club Athletic           | 1                            |
| 5                            | Chem-Eddine Chtibi           | Raja Club Athletic           | 1                            |
| 5                            | Hilaire Kouko Guehi          | Raja Club Athletic           | 1                            |
| 5                            | Mohsine Moutouali            | Raja Club Athletic           | 1                            |
| 5                            | Vianney Mabidé               | Raja Club Athletic           | 1                            |